# Colanthura ornata
Colanthura ornata is een pissebed uit de familie Paranthuridae. De wetenschappelijke naam van de soort is voor het eerst geldig gepubliceerd in 1977 door Carvacho.